# Lotten von Kræmers pris
Lotten von Kræmers pris är ett svenskt litteraturpris på 200 000 kronor (2017) som utdelas av Samfundet De Nio. Priset instiftades 1984. Priset har fått sitt namn efter Lotten von Kræmer, svensk författare.

## Pristagare
- 1984 – Erik Hjalmar Linder
- 1985 – Erik Mesterton
- 1986 – Harry Järv
- 1987 – Bengt Holmqvist
- 1988 – Ulf Linde
- 1989 – Sven Stolpe
- 1990 – Per Erik Wahlund
- 1991 – Eva Adolfsson
- 1992 – Torsten Ekbom
- 1993 – Jan Olov Ullén
- 1994 – Ying Toijer-Nilsson
- 1995 – Olof Lagercrantz
- 1996 – Staffan Söderblom
- 1997 – Ronny Ambjörnsson
- 1998 – Göran Rosenberg
- 1999 – Sven Lindqvist
- 2000 – Peter Englund
- 2001 – Karin Johannisson
- 2002 – Birgitta Holm
- 2003 – Sigrid Kahle
- 2004 – Ebba Witt-Brattström
- 2005 – Sven-Eric Liedman
- 2006 – Cecilia Lindqvist
- 2007 – Carina Burman och Carl-Henning Wijkmark
- 2008 – Carl-Göran Ekerwald och Gunnar Fredriksson
- 2009 – Elisabeth Mansén
- 2010 – Peter Handberg
- 2011 – Beata Arnborg
- 2012 – Ingrid Elam
- 2013 – Anna Williams
- 2014 – Åsa Moberg och Ingeborg Nordin Hennel
- 2015 – Håkan Håkansson och Lena Kåreland
- 2016 – Kristoffer Leandoer
- 2017 – Görel Cavalli-Björkman
- 2018 – Per Wirtén
- 2019 – Anna-Karin Palm och Anna Nordlund
- 2020 – Ulrika Knutson
- 2021 – Magnus Västerbro och Heléne Lööw
- 2022 – Elisabeth Åsbrink
- 2023 – Ingrid Carlberg och Magdalena Gram
- 2024 – Eva Ekselius och Simon Sorgenfrei